# Тургайский уезд
Тургайский уезд — административная единица в составе Тургайской области в Российской империи, Оренбургско-Тургайской губернии, Актюбинской губернии и Кустанайской губернии в РСФСР. Центр — город Тургай.

## Административное деление
В 1926 году в уезде было 8 волостей: Кайдаульская, Каракугинская, Каратургайская, Кызылджинская, Майкаринская, Наурзумская, Сары-Тургайская, Турсунская.

## История
Тургайский уезд в составе Тургайской области был образован в 1868 году. В 1920 году уезд вошёл в состав Оренбургско-Тургайской губернии, а в 1921 — в состав Кустанайской губернии. В 1923 году уезд был передан в Актюбинскую губернию, в составе которой оставался до момента своего упразднения в 1927 году.

## Население
По данным переписи 1897 года в уезде проживало 86,9 тыс. чел. В том числе казахи — 99,1 %. В городе Тургае проживало 896 чел.